# Julius Wordelmann
Julius August Friedrich Wordelmann (* 16. September 1885 in Ruthenberg, Kreis Schlochau, Westpreußen; † 26. Februar 1945 in Brandenburg an der Havel) war ein deutscher Hotelangestellter, Gewerkschafter und kommunistischer Widerstandskämpfer gegen den Nationalsozialismus.

## Leben
Wordelmann war früh gewerkschaftlich organisiert. Er gehörte zunächst dem Zentralverband der Hotel-, Restaurant- und Caféhausangestellten an.
Julius Wordelmann war seit 1919/20 Mitglied der Kommunistischen Partei Deutschlands (KPD) und eine Zeit lang Kantinenwirt bei der Zeitung Rote Fahne.
Ab 1922 war er zunächst als Heizer im Haus der KPD-Parteileitung in der Rosenthaler Straße tätig. 1927 wurde er Kantinenleiter im Karl-Liebknecht-Haus.

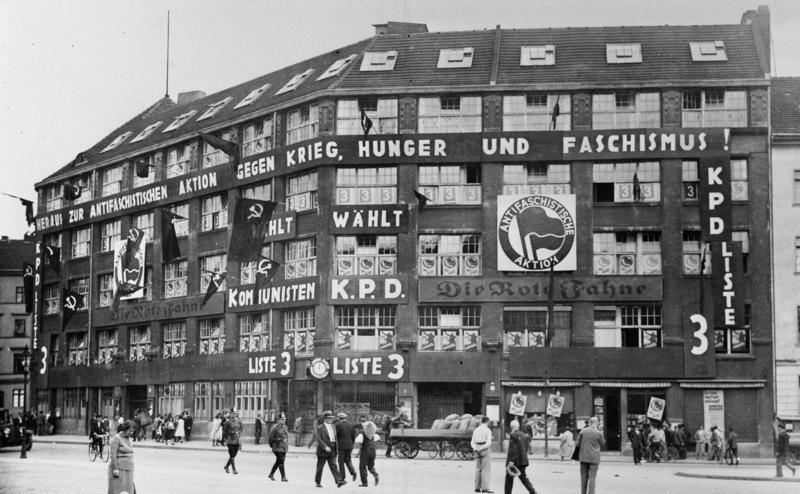
Karl-Liebknecht-Haus mit Fahnen der Antifaschistischen Aktion, 1932

Wegen seiner Tätigkeit im Zentralverband der Gastwirtsangestellten und als Funktionär der KPD wurde Julius Wordelmann 1934 zu anderthalb Jahren Gefängnis verurteilt.
1936 emigrierte er nach Prag, wo er beim Einmarsch der Wehrmacht 1939 wieder den Faschisten in die Hände fiel. Nach einer zehnmonatigen „Schutzhaft“ wurde er entlassen und nahm seine antifaschistische Widerstandstätigkeit wieder auf. Ab 1940 war er als Portier im Hotel „Münchner Hof“ am Anhalter Bahnhof, Saarlandstraße 93 (heute Stresemannstraße) in Berlin–Kreuzberg angestellt. Wordelmann überlebte die Verhaftungswelle gegen die Uhrig-Gruppe. Später erhielt er Kontakt mit der Saefkow-Jacob-Bästlein-Organisation in Berlin. Im Widerstand arbeitete er am Aufbau einer illegalen Fachgruppe Gastwirtsgewerbe mit und übergab regelmäßig Lebensmittelmarken und Geldbeträge an Anton Saefkow. Er beteiligte sich an der Verteilung von Flugschriften darunter „Wo bleibt der gesunde Menschenverstand“ sowie „Arbeiter und Arbeiterinnen der Berliner Betriebe!“.
Am 12. August 1944 wurde Wordelmann erneut verhaftet und zusammen mit seinen Kampfgenossen Willi Heinze, Paul Hegenbart und Wilhelm Selke vom Volksgerichtshof am 18. Januar 1945 wegen Hochverrats zum Tod verurteilt und am 26. Februar 1945 im Zuchthaus Brandenburg-Görden ermordet.
Trotz alledem bestand der illegale Apparat der KPD in versprengten Resten noch immer weiter. Im Stadtzentrum Berlins hat sich im Frühherbst 1944 aus der Gruppe um Wordelmann, Heinze und Hugo Seidel durch deren beharrliches Schweigen bei den Verhören der Gestapo eine neue Widerstandsgruppe um den Kellner Heinrich Lenkeit gebildet. Gegen Kriegsende wurde der Keller seiner Wohnung in der Rosenthaler Straße 69 ein Sammelpunkt für überlebende Antifaschisten und desertierte Soldaten.

## Ehrungen

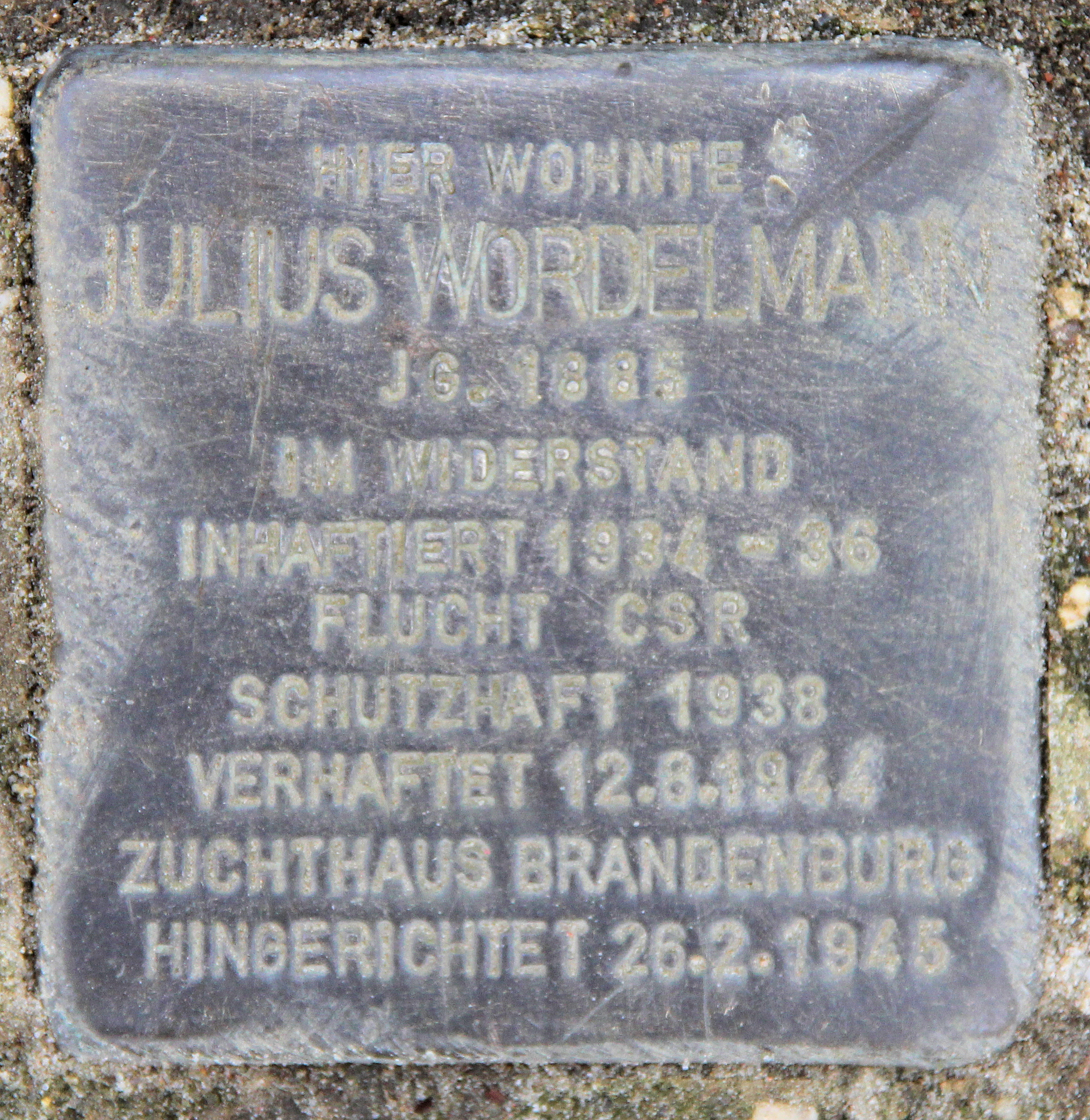

- In Großschönau gab es das FDGB Erholungsheim Julius Wordelmann.[4]
- 2008 wurde zur Erinnerung an Julius Wordelmann ein Stolperstein verlegt vor seinem letzten Wohnhaus in der Berliner Straße 71 in Berlin-Zehlendorf.[5]